# Sole negli occhi (film)
Sole negli occhi è un film italiano del 2001, scritto e diretto da Andrea Porporati, qui al suo esordio registico dopo una lunga esperienza come sceneggiatore. Il regista, per la realizzazione di questa pellicola, si è ispirato al romanzo Delitto e castigo di Fëdor Dostoevskij.
Il film, presentato al Torino Film Festival nel 2001, è ambientato ed è stato girato a Rimini.

## Trama
Marco arriva a Rimini per incontrare il padre che odia sin da quando era piccolo, a causa di un episodio spiacevole accaduto molti anni prima; il padre gli rivela di voler assolutamente vendere la casa di famiglia, a causa dei suoi debiti. Marco lo uccide, accoltellandolo a morte. Da quel momento, per Marco inizia un allucinante vagabondaggio per le vie della città, in preda ai sensi di colpa e a malori improvvisi, incontrando la madre e la sorella, senza però rivelare loro la verità sui fatti. Intanto la polizia, guidata dall'agente Rinaldi, che sin dal primo momento intuisce la colpevolezza di Marco, verte inevitabilmente i suoi sospetti verso di lui, senza però trovare le prove che lo inchiodino; però Marco, dopo l'incontro con una ragazzina depressa a causa di una delusione amorosa, si convincerà a costituirsi, liberandosi dal peso del suo tragico gesto.

## Distribuzione
Il film è stato distribuito al cinema il 23 novembre 2001 da 01 Distribution

## Critica
- Il regista sceglie la ricerca esistenziale alla Dostoevskij, punta sull'atmosfera. Questo è il commento del dizionario Morandini, che elogia anche l'interpretazione di Fabrizio Gifuni.[3]
- Interessante opera prima di uno scrittore/sceneggiatore. Commento del dizionario Farinotti.[4]
- Una riflessione lucida e sconsolata sul male di vivere, (...) una meditazione sul tema dello sguardo; (...) il film è la testimonianza di un notevole talento nella composizione delle inquadrature.[5] Stefano Selleri su